# Gaetano Azzariti

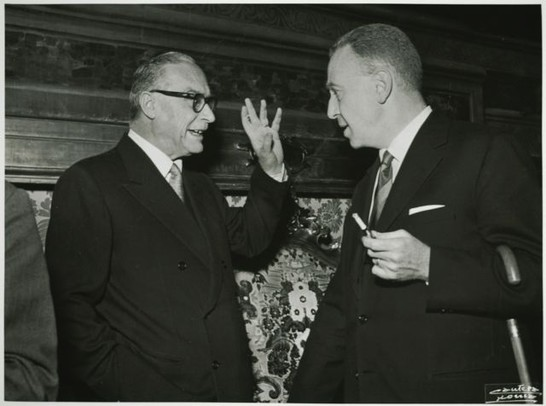
Gaetano Azzariti (links) bei einem Empfang mit Nicola Picella (1957)

Gaetano Azzariti (* 26. März 1881 in Neapel; † 5. Januar 1961 in Rom) war ein italienischer Jurist und Politiker, der als Justizminister und Vorsitzender des Italienischen Verfassungsgerichtshofes wirkte.

## Leben und berufliche Tätigkeiten
Gaetano Azzariti entstammte einer bürgerlichen Familie Neapels. Sein Vater und zwei Seiner Brüder wurden ebenfalls Richter. Im Jahr 1901 schloss Gaetano Azzariti sein Studium der Rechtswissenschaften an der Universität Neapel ab. Ab 1904 wurde er als Richter tätig.
Von 1920 (kurz vor dem Ende der liberalen Ära) bis 1949 (nach dem Beginn der Republik) war er innerhalb des Amtes für Gesetzgebung des Justizministeriums tätig, das er von 1927 bis 1949 – mit nur einer kurzen Unterbrechung nach dem Sturz Mussolinis – leitete.
Eine hervorragende – und bis heute besonders umstrittene – Rolle spielte er in der Bearbeitung der italienischen Rassengesetze. Danach wurde er Vorsitzender des "Rassengerichts" (Tribunale della razza).
Nach dem Sturz Mussolinis am 25. Juli 1943 wurde Azzariti zum Justizminister in der Regierung Badoglio ernannt. Dieses Amt bekleidete er bis zum 15. Februar 1944. Nach dem Ende des Krieges wurde er zum engen Mitarbeiter des neuen kommunistischen Justizministers Palmiro Togliatti (1945–1946).
Im Jahr 1951 trat Azzariti, der 1949 Vorsitzender des Obersten Wassergerichts geworden war, in den Ruhestand.
Am 3. Dezember 1955 wurde er vom Staatspräsidenten Giovanni Gronchi als Richter des neu eingerichteten Verfassungsgerichtshofes berufen, dessen zweiter Vorsitzender er vom 6. April 1957 bis zu seinem Tode am 5. Januar 1961 war. Mit Bezug auf seine Tätigkeit als Verfassungsrichter ist besonders zu erwähnen, dass er als Berichterstatter das erste Urteil des Gerichts vorbereitete, mit dem das neue Verfassungsorgan seine Zuständigkeit ausdrücklich beanspruchte, die Verfassungsmäßigkeit auch jener Gesetze zu überprüfen, die vor dem Inkrafttreten der italienischen Verfassung von 1947 verabschiedet worden sind.